# Iphionopsis
Iphionopsis é um género botânico pertencente à família Asteraceae.